# Синклер, Джеймс, 12-й граф Кейтнесс
Джеймс Синклер, 12-й граф Кейтнесс (англ. James Sinclair, 12th Earl of Caithness; 31 октября 1766 — 16 июля 1823) — шотландский дворянин и глава клана Синклер (1789—1823).

## Биография
Джеймс Синклер родился в замке Баррогил (замок Мэй) 31 мая 1766 года. Единственный сын сэра Джона Синклера из Мэя, 6-го баронета (? — 1774), и Шарлотты Сазерленд.
26 марта 1774 года после смерти своего отца Джеймс Синклер унаследовал титул 7-го баронета из Канисбея в графстве Кейтнесс.
8 апреля 1789 года после смерти своего дальнего родственника, Джона Синклера, 11-го графа Кейтнесса (1756—1789) , Джеймс Синклер, 7-й баронет, как ближайший потомок мужского пола Уильяма Синклера, 2-го графа Синклера, унаследовал титул 12-го графа Кейтнесса (Пэрство Шотландии). Его претензии на пэрство были поддержаны Палатой лордов Великобритании.
Лорд-лейтенант графства Кейтнесс (1794—1823) и подполковник ополчения Россшира, шотландский пэр-представитель в Палате лордов Великобритании (1807—1818), заместитель генерального почтмейстера Шотландии (1811—1823).

## Семья
2 января 1784 года в замке Терсо лорд Кейтнесс женился на Джин Кэмпбелл (ок. 1769 — 2 апреля 1853), дочери Александра Кэмпбелла из Барелдина и Хелен Синклер. У супругов было восемь детей:
- Леди Джанет Синклер (? − 24 февраля 1867), она вышла замуж за Джеймса Бьюкенена из Арденконнела (? — 1860)
- Леди Хелен Синклер (22 сентября 1786 — 1 октября 1803)
- Леди Шарлотта Синклер (11 марта 1792 — 7 апреля 1854), муж с 1810 года генерал-майор Александр Макгрегор (1778—1823)
- Джон Синклер, лорд Берридейл (20 июля 1788 — 1 июня 1802)[2]
- Александр Кэмпбелл Синклер, 13-й граф Кейтнесс (24 июля 1790 — 24 декабря 1855)[2], второй сын и преемник отца.
- Подполковник Достопочтенный Джеймс Синклер (24 октября 1797 — 18 января 1856)[2]
- Достопочтенный Патрик Кэмпбелл Синклер (14 июля 1800 — 13 марта 1834)
- Достопочтенный Эрик Джордж Синклер (19 августа 1801 — 26 сентября 1829)
- Достопочтенный Джон Синклер (4 июля 1808 — 8 января 1861)[2].